# 살바토레 파리나
살바토레 파리나(영어: Salvatore Farina, 1846년 1월 10일 ~ 1918년 12월 15일)는 이탈리아의 소설가였다. 노벨 문학상 후보에 3번 올랐었다.